# Diaspora africaine
La notion de diaspora africaine regroupe d'une part les personnes d'Afrique subsaharienne déportées à l'époque des traites négrières et de leurs descendants à travers le monde, et d'autre part, les populations constituées de par le monde par le phénomène d'émigration. Elle est marquée par des « identités biculturelles » qui varient selon les pays d'accueil.

## Deux dynamiques distinctes de diaspora

### Dispersion à travers l'esclavage
La diaspora africaine est considérée comme la « sixième région d'Afrique » (l'Afrique du Nord, Afrique de l'Ouest, Afrique de l'Est, Afrique Centrale et Afrique Australe étant les cinq autres régions du continent) par l'Union Africaine, englobant dans sa définition tous les afro-descendants allant du Brésil jusqu'aux États-Unis en passant par les Caraïbes ou l'Europe. La dispersion de ses membres a des origines diverses. L’émiettement qu'implique le phénomène diasporique peut créer une relation complexe entre la diaspora et le territoire d'origine et l'histoire n'est pas commune à tous ces afro-descendants dont il convient de distinguer au moins deux grands types. La première, la plus ancienne, est liée à l'histoire de la traite négrière. Les diasporas africaines issues de l'esclavage sont principalement présentes en Amérique du Nord, en Amérique latine et dans les Caraïbes. On peut encore aujourd’hui y trouver un héritage africain très prononcé (notamment chez les Afro-Américains, Afro-Brésiliens, Afro-Cubains ou Afro-Colombiens) que ce soit à travers la musique (rumba, soukous, champeta, samba, Negro spiritual duquel est né le gospel), mais également les influences culinaires, la danse, certaines pratiques religieuses et arts martiaux (capoeira).
Toutefois, le processus planifié et organisé de « déculturation », soit la perte d’identité culturelle d’une population ou d’une ethnie, consécutive à la déportation forcée durant des siècles d’esclavage a généré des transformations profondes. L’écrivain et anthropologue franco-sénégalais, Tidiane N’Diaye parle d'identités nouvelles créées dans un contexte particulier d'exil forcé et de déracinement à leur terre d'origine : « partout où les peuples noirs ont survécu, l’héritage culturel et le lien historique à l’Afrique restent forts mais le cordon linguistique est rompu ». En effet, au fil du temps, plusieurs aspects de l’identité culturelle de ces peuples noirs ont été perdus. En dépit de quelques « reliquats », la plupart des caractéristiques socio-anthropologiques de ces peuples ont progressivement disparu puisque ces peuples étaient forcés de s’adapter dans ces nouveaux environnements et ce malgré une forte résistance comme en témoigne la communauté Palenque de San Basilio en Colombie qui a préservé notamment à travers sa langue (le palenquero) ses traditions héréditaires en résistant à l’influence espagnole.
Récemment, un certain engouement auprès des communautés afro-descendantes issues de l'esclavage a émergé avec les avancées des tests ADN,, afin de retrouver leurs « racines » africaines permettant de pallier cette rupture historique rendant leur lien avec le continent africain lointain à la fois temporellement et géographiquement.

### Dispersion à travers les flux migratoires
La rupture subie en raison de la traite esclavagiste avec le continent originel est de ce fait radicalement différente de l'histoire de la diaspora africaine plus contemporaine, davantage liée aux vagues de migration amorcées depuis la colonisation et qui se sont poursuivies après les indépendances politiques des pays africains dans les années 1960. Ces migrants, économiques pour la plupart, se sont installés principalement dans les pays occidentaux et ont depuis donné naissance à une nouvelle génération d'afro-descendants née en Europe, d’où l’émergence du concept de « nouvelle diaspora », en ce sens qu’elle est un phénomène relativement récent par rapport aux diasporas issues de l’esclavage.
Les ressortissants africains ont eu tendance à émigrer dans le pays qui les avait colonisés : les migrants issus des pays anglophones comme le Nigéria ou le Ghana ayant été colonisés par la Grande-Bretagne ont principalement émigré là-bas dû aux liens existants entre ces différents pays depuis l’époque coloniale. De son côté, la destination privilégiée des migrants issus des pays africains francophones anciennement colonisés par la France a également naturellement été leur ancienne puissance coloniale : Côte d'Ivoire, Mali, Sénégal, Cameroun, Congo et République démocratique du Congo (bien que cette dernière ait été une colonie belge, le lien linguistique permet d'expliquer le rapprochement culturel avec la France et donc leur forte présence sur le territoire français). On observe le même phénomène pour les anciennes colonies portugaises (Cap-Vert, Mozambique, Angola, Guinée-Bissau) et espagnole (Guinée équatoriale).
Cette diaspora contemporaine se distingue de la diaspora plus « historique » issue de la traite esclavagiste par ses liens culturels encore fortement présents dans la société d'accueil que l'on observe dans les us et coutumes de ses membres. Que ce soit à travers l’ouverture de commerces dits « ethniques » ou « exotiques » par lesquels les membres de cette diaspora continuent de consommer les plats et produits alimentaires importés d'Afrique (manioc, igname, feuilles de manioc, huile de palme, etc.) ainsi que des produits tels que les mèches pour la coiffure mais également à travers l'habillement (le port du pagne, etc.). Il y a également l'aspect linguistique lié à l'appartenance ethnique du membre de la diaspora. De nombreux langues et dialectes africains continuent d'être pratiqués et transmis à leurs descendants, signe du maintien de leur culture d'origine. Ce phénomène, Michel Bruneau, géographe français, l’aborde dans la revue l’Espace géographique : « Toute population en diaspora éprouve le besoin de se référer à son territoire d’origine ». Selon l'auteur, le groupe diasporique sur son territoire d’accueil ressent la nécessité de conserver sa culture d’origine dans un contexte dans lequel il se retrouve minoritaire. Michel Bruneau affirme qu’il s’agit d’un mécanisme de défense « face au danger de dilution et d’assimilation dans les sociétés d’accueil ou d’installation, danger très réel dans les pays modernes du Nouveau Monde et d’Europe occidentale ». Cet attachement à ce qui se rattache au continent africain peut faire l'objet de vives critiques dans la société d'accueil. En effet, l'une des critiques adressées à ces diasporas issues de l'immigration est de ne pas assez faire l'effort d'intégration culturelle. On retrouve par exemple des quartiers entiers dans la ville de Paris (Château rouge, Château d'Eau) avec des salons de coiffures « afros », des restaurants africains, des couturiers africains, etc. faisant d’eux la cible régulière d'accusations de communautarisme.
Qu'il s'agisse de la langue, de l'habillement, des habitudes culinaires, cette diaspora contemporaine continue d'entretenir des liens forts avec le continent africain et garde un lien affectif notamment à travers les envois de fonds acheminés vers l'Afrique s'élevant chaque année à des milliards de dollars.

## Diaspora liée à l'esclavage colonial occidental

Diaspora africaine

Pendant près de 400 ans (XVe   au   XIXe siècle), le commerce triangulaire des esclaves a déplacé de force hors d'Afrique environ douze millions d’Africains. Leurs principales destinations ont été l'Amérique du Sud et les Caraïbes (95 % environ) ; parmi ces derniers 43 % ont été envoyés sur le continent sud-américain et 52 % aux Caraïbes. Les 5 % restant ont été envoyés vers les actuels États-Unis.
Leurs descendants actuels vivent plus particulièrement sur le continent américain dans les Caraïbes, aux Guyanes : Guyane et Guyana, au Suriname, aux États-Unis, au Canada, en Amérique centrale et en Amérique du Sud.
Ils sont minoritaires partout sauf aux Antilles, où la population résulte du métissage entre Européens et subsahariens.
Ils sont aussi présents dans l'océan Indien dans les îles Seychelles, La Réunion et à Maurice (minoritaires dans cette dernière île).
Dans les îles du Cap-Vert et à Sao Tomé-et-Principe, les  Portugais ont aussi importé des esclaves qui constituent la population majoritaire de ces deux pays aujourd'hui.
Au XIXe siècle aux États-Unis, les Américains ont permis à des esclaves affranchis de repartir en Afrique subsaharienne de l'ouest où ils ont pu créer des colonies qui ont donné naissance au Liberia en 1843, on en trouve aussi en Sierra Leone.
Combinée au recul des populations amérindiennes décimées par les maladies importées d'Europe et les colons, la migration forcée d'Africains, via le métissage notamment, a fortement influencé la culture « américaine » et remodelé le patrimoine génétique de nombreuses communautés du Nouveau Monde. Certains afro-américains descendants d'esclaves souhaitent aujourd’hui mieux connaitre leurs racines et leur ascendance, et mieux appréhender l'identité et l’origine de leurs ancêtres, ce que les archives permettent rarement. En effet, selon un atlas rétrospectivement dressé par Eltis et Richardson, publié en 2015, les esclaves, d'ethnies variées, sont essentiellement venus de huit régions atlantique d'Afrique ; 6 % de la Sénégambie ; 3 % de l'actuelle Sierra Leone ; 3 % de la Côte du Vent (Liberia, Côte d'Ivoire) ; 10 % de la Côte de l'Or (Ghana) ; 16 % du golfe du Bénin (Bénin et Ouest du Nigeria) ; 13 % du golfe du Biafra (Est-Nigeria, Gabon) ; 45 % de la République du Congo, d'Angola) ; et 4 % du Sud-Est du continent (Tanzanie, Mozambique, Madagascar). Les proportions selon leurs origines ethniques et géographiques ont varié selon les époques et les lieux de débarquements.
Les progrès de la génétique commencent néanmoins à permettre de mieux identifier ses origines.

## La diaspora contemporaine
Au XXe siècle, outre d'importantes migrations intra-africaines, une importante diaspora africaine s'est constitué sur les 4 autres continents, à partir du flux d'émigrants, plus ou moins important selon les époques et les pays.
On peut par exemple citer les immigrés issus d'Afrique subsaharienne qui au XXe siècle ont gagné la France, les États-Unis, la Grande-Bretagne, le Canada, les États arabes du Golfe, etc.
On peut aussi mentionner les communautés d'immigrants ou fils d'immigrants antillais :
- En France métropolitaine venant des Antilles françaises et d'Haïti.
- En Grande-Bretagne en provenance de Jamaïque, Trinité-et-Tobago, toutes les anciennes colonies britanniques...
- En plus petit nombre au Portugal venant surtout du Cap-Vert.
- Aux États-Unis et Canada, il y a des communautés jamaïcaines, haïtiennes, cubaines, etc.

L'émigration engendre à la fois une « fuite de cerveau » et une fuite de force de travail, mais la diaspora peut parfois aussi en retour contribuer au développement local ou plus globale en Afrique. Ce thème a été traité par beaucoup d'universitaires, dont par exemple : Pires, Kasimir et Brhane en 1999 ; Meyer, Brown et Kaplan en 2000 ; Gueye en 2001 ; Brown en 2000 et 2003 ; Teferra en 2003 et en 2005 ; Altbach et Teferra en 2004 ; Oberoi et Lin en 2006 ; Gupta, Patillo et Wagh en 2009 ; Clifton en 2012 ; Ozedin et Philips en 2015 et d'autres.
Dans les années 2010, selon l'Agence française de développement (AFD), les diasporas sont le premier acteur de la solidarité internationale, devant les agences de développement et autres acteurs de l'aide publique au développement. Elles sont aussi à l'origine d'une musique et d'une littérature spécifique,,.

### Retours en matière de développement local
La diaspora africaine joue un rôle majeur pour le développement de l'Afrique, apportant au pays d'origine plus de 21 milliards de dollars/an au Nigeria ; près de 20 milliards en Égypte ; environ 7,5 milliards au Maroc via la diaspora marocaine, ou encore plus de 2,2 milliards au Sénégal et 1 milliard au Mali, soit selon Alain Gauvin (2020), jusqu'à 10 % du PIB du pays d'origine et jusqu'à 30 % des dépôts bancaires, voire plus. À la différence de la plupart des prêts d'institutions bancaires ou internationales, ils n'aggravent pas la dette des pays africains. Dans le domaine de l'enseignement, des sciences et techniques, du droit, etc. Avec l'aide de l'ONU, d'ONG et de Gouvernements locaux, une partie de la diaspora africaine hautement qualifiée contribue aussi au développement des pays d'origine ou de leurs communautés d'origine . L'ONU a par exemple en 1977, via le PNUD, introduit la notion de TOKTEN (Transfer of Knowledge Through Expatriate Nationals) en encourageant le transfert de savoirs et savoir-faire de la part d'expatriés vers leur pays d’origine ; le TOKTEN a été lancé en janvier 1985, après un accord signé entre le PNUD, l’Organisation de l’Unité Africaine et la Commission Économique pour l’Afrique. Le TOTKEN semble avoir bien fonctionné au Mali,. D'autres initiatives s'en sont inspirées, dont par exemple le Return of Qualified Nationals (de l’Office des migrations internationales, lancé en 1983 au Kenya, en Somalie et au Zimbabwe puis étendu en 1987, au Ghana, à l’Ouganda et à la Zambie, qui a permis (en 2018), d'avoir réintégré 535 expatriés dans leurs pays d’origine pour la première phase et 619 pour la seconde phase. Des aides à la participation d'universitaires africains expatriés au fonctionnement d'un universités africaines ont aussi été mises en place par des ONG (ex : Carnegie Corporation, via son projet Carnegie African Diaspora Fellowship implanté dans six pays (Ghana, Nigeria, Kenya, Ouganda, Tanzanie et Afrique du Sud).
Les gouvernements africains appellent leurs diasporas à les aider).
En 2001, une résolution de l’Union Africaine soutient le programme « Migration for Development in Africa », porté par l’Office des migrations internationales (Ndiaye, Melde et Ndiaye-Coïc, 2011). En 2008, la Commission de l'Union Africaine lance un projet « Initiative de santé diaspora » (Diaspora Health Initiative) qui est une plateforme où la diaspora médicale propose son expertise à ses collègues du continent. L'Union Africaine a donné 20 sièges de son Conseil économique, social et culturel à des membres ou représentants de la diaspora africaine.

### Tourner leBrain DrainenBrain Gain
Les membres de la diaspora issue de l’immigration dont les familles sont restées au pays, constituent d’immenses pourvoyeurs de fonds les faisant, de fait, contribuer au développement de leur pays d’origine. De manière beaucoup plus significative, la manière dont les diasporas s’impliquent réellement dans l’économie de leur pays d’origine passe par ces transferts de fonds. Ces fonds servent essentiellement de soutien financier aux familles, en particulier en temps de conflits nationaux comme en Sierra Leone où les transferts constituaient une source de revenu importante pendant la guerre civile. Ces flux d’argent des migrants, dont dépendent beaucoup de foyers restés en Afrique, vise à soulager la pauvreté. Cependant, même si les rapatriements de fonds sont une source importante de stabilité économique, ils ne suffisent pas à penser un projet de développement au niveau macroéconomique. En effet, ces transferts font reculer la pauvreté à un niveau microéconomique, donc pour les ménages bénéficiaires mais pour qu’ils puissent être au service du bien commun, les pays bénéficiaires doivent davantage renforcer leurs structures institutionnelles pour investir ces fonds de manière plus productive et maximiser cette ressource. Et un autre type de ressource que le capital économique est le capital humain. La diaspora africaine est composée d’émigrés aux profils sociologiques divers, allant de l’entrepreneur qui a son commerce de produits dits « exotiques », au cadre dans la finance, en passant par l’ingénieur, le médecin, la coiffeuse etc. Et si les transferts de fonds concernent l'ensemble de la diaspora, quel que soit le profil sociodémographique y compris la moins qualifiée et la moins fortunée, les membres ne représentent pas tous le même potentiel pour leur pays. Pauline Rouillon dit à ce propos que « le poids de la diaspora est variable en fonction des acteurs ». Nombreux sont qualifiés et ont des compétences que les États d’origine peuvent mettre à profit. L'objectif de mobiliser sa diaspora dans une perspective de développement est de pouvoir tourner le brain drain en brain gain, qu'on peut traduire respectivement par fuite des cerveaux (ou exode des cerveaux ou encore fuite de capital humain) et retour des cerveaux.
La première difficulté rencontrée pour analyser ce phénomène migratoire est celle de l'identification des professions qui entrent dans la catégorie des « cerveaux ». Qu'est-ce qu'un cerveau ? Quelques auteurs se sont montrés en faveur d'une délimitation d'une catégorie dite « intellectuelle, scientifique et technique », ayant pour caractéristique commune le passage à l'université ou les établissements d'éducation supérieure. Sont inclus dans cette classification les étudiants partis dans les pays du Nord pour se former mais qui ont fini par s'y installer une fois leurs études terminées. C'est dans ce contexte que l’on peut utiliser le terme brain drain comme flux migratoires de chercheurs, de scientifiques ou de manière plus générale de personnes avec un haut niveau de qualification qui s'installent dans un pays davantage développé pour y trouver de meilleures conditions de vie, d'études, de travail ou de rémunération.
À noter que si les migrations n'étaient que temporaires et que les retours se réalisaient, on ne parlerait pas de perte (drain) mais de brain mobility ou brain circulation qui pourrait être tout à fait positif pour les pays d'origine dans un contexte mondialisé avec une circulation accrue des hommes et des idées. Cependant, la migration s'inscrivant dans un marché où les talents se déplacent vers les lieux où ils seront le mieux utilisés et rémunérés, les migrants qualifiés se retrouvent à effectuer un calcul coût/bénéfices largement en la défaveur des pays d’origine, ce qui ici représente un échec pour ces pays qui auraient pu bénéficier de ces savoirs. On peine encore à voir ce phénomène de retour des compétences, l'idée de retour étant considérée comme le meilleur remède contre le brain drain ayant le potentiel de favoriser le développement des pays du Sud. Hunger affirme que « l'idée de base de l'hypothèse du brain gain est que les élites intellectuelles et techniques du tiers monde qui ont immigré dans un pays industrialisé représentent une ressource potentielle pour le développement socio-économique de leur pays d'origine ». C'est dans ces réflexions sur la diaspora que les yeux ont commencé à se tourner vers la Chine qui, pour encourager le brain gain, a misé sur des politiques incitatives pour convaincre les Chinois hautement qualifiés de sa diaspora de revenir à partir des années 1980. Afin de bénéficier du savoir-faire et des compétences des Chinois formés à l’étranger, le gouvernement leur a accordé toute une série de facilités en termes de logement et d’emploi pour devenir un pôle d'attraction pour ses talents. Par exemple, la Chine continue aujourd’hui de prendre de nombreuses mesures pour encourager sa diaspora à contribuer à l'investissement. On estime que les Investissements Directs Étrangers (IDE) de la diaspora chinoise représentent plus de 60% du total des entrées d'IDE en Chine. Et en plus de vouloir capter les capitaux de sa diaspora, la Chine tend à attirer également vers elle ses savoirs. Un facteur explicatif de la montée en puissance de la Chine dans l’industrie solaire photovoltaïque est le transfert de connaissances. Les entreprises chinoises ont bénéficié du savoir-faire d’une main d’œuvre qualifiée issue de la diaspora chinoise. Ainsi, le fondateur de Suntech, le premier producteur chinois de panneaux solaires, a fait ses études dans une université australienne et parmi les membres des comités de direction des trois plus grosses entreprises photovoltaïques chinoises, 61% ont étudié ou travaillé hors de Chine.

### L'enjeu de la gouvernance
La contribution de la diaspora, en particulier la plus qualifiée, peut aussi bien être économique (avec les IDE) que faciliter des transferts de connaissances et de compétences, ce qui pourrait avoir un impact non négligeable sur le développement de leurs États d’origine, surtout dans des secteurs insuffisamment desservis sur le plan institutionnel (comme le secteur de la santé touché par de grosses faiblesses institutionnelles). Cependant, l'enjeu de gouvernance est central, la place que l'État décide de prendre dans le projet de développement reste prépondérante. Des pays africains comme le Rwanda ou le Botswana sont des exemples de bonne gouvernance en Afrique mais ce phénomène est loin d’être généralisé sur tout le continent. Or, il revient aux pouvoirs publics de s'imposer en disposant d'un environnement favorable et en mettant en place des mesures incitatives pour encourager les travailleurs les plus qualifiés à revenir mettre leurs compétences et savoir-faire au profit du développement de leur État d'origine. En d'autres termes, les facteurs politiques, sociaux et autres facteurs contextuels jouent un rôle important, non seulement dans la décision de retourner dans le pays d'origine, mais aussi dans la décision d'investir dans ce pays. Jacques Gaillard et Anne Marie Gaillard montrent que la perception du phénomène de fuite de cerveaux a évolué dès lors que l'on a pris conscience que les expatriés formaient, au moins potentiellement, des diasporas scientifiques et techniques susceptibles d'être mobilisées au profit de leur pays d'origine. Ils expliquent que la constitution de telles diasporas œuvrant dans l'intérêt de leur pays d'origine passe par un certain nombre de conditions telles que le sort réservé par chaque pays à cette élite intellectuelle et que toutes ces conditions nécessitent à la fois une volonté politique et une capacité administrative loin d‘être remplies par l’ensemble des pays en développement, notamment en Afrique : « le retour, nous l’avons vu, est une politique qui ne se réalise efficacement que dans des pays dont le développement de l’économie et du système national de recherche présente suffisamment de similitudes avec ceux des pays de résidence des expatriés pour que cela constitue une incitation suffisante à la réalisation du retour ».

## Communautés

### Amérique latine et Antilles anglophones
| Pays                   | Population noire | Pourcentage                  | Article détaillé |
| ---------------------- | ---------------- | ---------------------------- | ---------------- |
| Brésil                 | 15 428 076       | 7,6 % (recensement de 2010)  | Afro-Brésiliens  |
| Haïti                  | 10 208 381       | 95 % (estimation)            | Afro-Caribéens   |
| République dominicaine | 8 717 744        | 84 % (estimation)            | Afro-Caribéens   |
| Colombie               | 5 011 125        | 10,5 % (recensement de 2005) | Afro-Colombiens  |
| Jamaïque               | 2 636 451        | 97 % (estimation)            | Afro-Caribéens   |
| Équateur               | 1 137 895        | 7,2 % (recensement de 2010)  | Afro-Équatoriens |
| Cuba                   | 1 038 561        | 9,3 % (recensement de 2012)  | Afro-Cubains     |
| Venezuela              | 845 776          | 2,8 % (recensement de 2011)  |                  |
| Nicaragua              | 546 394          | 9 % (estimation)             |                  |
| Trinité-et-Tobago      | 482 070          | 36,3 % (recensement de 2011) | Afro-Caribéens   |
| Suriname               | 220 840          | 38,1 % (recensement de 2012) |                  |
| Guyana                 | 218 483          | 29,3 % (recensement de 2012) |                  |
| Argentine              | 149 493          | 0,4 % (recensement de 2010)  | Afro-Argentins   |
| Bolivie                |                  |                              | Afro-Boliviens   |
| Guadeloupe (France)    |                  |                              | Afro-Caribéens   |
| Martinique (France)    |                  |                              | Afro-Caribéens   |

### Afro-Arabes
- Akhdam au Yémen

### Afro-Européens
Les Afro-Européens sont des Européens noirs ou métisses, des personnes européennes ayant la nationalité (très souvent nées) d’un pays européen en ayant des origines africaines (Afro). Ces personnes ont très souvent une double culture, africaine et européenne. Ils sont particulièrement présents en France (voir l'article Noirs en France), au Royaume-Uni, au Portugal, aux Pays-Bas, en Allemagne, en Espagne, en Belgique, en Italie et en Suède.

### Afro-Indiens
Un Afro-Indien(ne) est une personne possédant à la fois des origines africaine et indienne[précision nécessaire]. Aux Antilles, la part de la population ayant des ancêtres indiens est importante.
En effet, beaucoup d'Antillais pensent qu'ils ont uniquement des origines africaines et/ou européenne parce que souvent ils ne reconnaissent pas les traits physiques indiens sur leur visage et que l'opinion publique a tendance à croire qu'aux Antilles on est soit noir ou blanc sans être métissé.
Comme dans le reste du monde, il est plus ou moins difficile selon le pays de dire ses origines ethniques quand celles-ci ne se voient que très peu sur l'apparence physique comme c'est le cas aux États-Unis où une grande partie de la population noire a des ancêtres européens (ils sont considérés comme noirs et non métis quelle que soit leur nuance de couleur de peau).

### Afro-Iraniens
L'histoire des Iraniens d'origine africaine était un sujet méconnu, jusqu'à ce que l'universitaire Behnaz Mirzai s'y intéresse à partir des années 1990. Ils sont les descendants d'esclaves, arrivés en Iran à partir du XVIIIe siècle par l'intermédiaire de négociants arabes. Concentrés dans le sud du pays, ils travaillent dans la pêche, l’agriculture, comme domestiques, voire comme soldats. Ils ne sont pas les seuls esclaves du pays ; on y compte en effet également des Circassiens, des Géorgiens ainsi que des Iraniens. L'abolition de l’esclavage s'amorce en 1828 et se conclut un siècle plus tard par une interdiction totale. Le sujet de l'esclavage dans le monde musulman est néanmoins tabou et ce sujet est peu abordé dans la recherche historique. Selon Behnaz Mirzai, entre 10 et 15 % de la population du sud de l'Iran serait d'origine africaine. Les Afro-Iraniens s'assimilent différemment selon leur lieu de résidence, certains évoluant dans des castes rigides, alors que quelques autres s'engagent dans des mariages mixtes. Des éléments culturels d'origine africaines perdurent dans ces communautés. Elle conclut toutefois que « la majorité d’entre eux se sont intégrés ; ils sont iraniens ». L'universitaire a réalisé un film à ce sujet, intitulé Afro-Iranian Lives.

### Afro-Turcs
Aujourd’hui, quelques milliers d’Afro-Turcs descendants des esclaves zanjs de l’Empire ottoman, vivent dans la Turquie moderne. L’Afro-Turc Mustafa Olpak (en) a fondé la première organisation officiellement reconnue d’Afrikalılar Kültür ve Dayanışma Derneği (Société de la Culture et de la solidarité des Africains) à Ayvalık. Olpak affirme qu’environ 2 000 anciens esclaves africains ont survécu et vivent dans la Turquie moderne.

## Voir également